# ポケモンパズルコレクション
『ポケモンパズルコレクション』は、任天堂の子会社である、株式会社ポケモンより2002年4月26日に発売されたポケモンミニ用ゲームソフト。開発はジュピター。

## 概要
ポケモンミニと同時発売のソフトの1つ。4種類のパズルがあり、各20問合計80問の問題が用意されている（80問全てをクリアすると新たに4問の問題が追加されるため実質84問）。『ポケモンチャンネル 〜ピカチュウといっしょ!〜』には本作の体験版が収録されている。
2002年4月26日に続編の『ポケモンパズルコレクション Vol.2』が発売された。

## モード
アニメパズル
16種類のピースを入れ替えて、ポケモンの絵を完成させるゲーム。絵は常に動いているのが特徴。Vol.2にも収録。
シルエットパズル
用意された図形を組み合わせてポケモンの形を完成させるゲーム。Vol.2にも収録。
エスケープパズル
スライドパズルの要領でポケモンとブロックを移動させ、ポケモンを穴に誘導するゲーム。
コネクトパズル
エスケープパズル同様、スライドパズルの要領でパネルを動かしピカチュウと線をつなぎ電球を点灯させるゲーム。上記三種類のゲームを30問クリアすると遊べるようになる。
ミニずかん
パズルを完成させて出てきたポケモンが記録される図鑑。

### Vol.2に収録のパズル
ピックアップパズル
図形状に配置されたモンスターボールを拾う事で、一筆書きを完成させるゲーム。
ストレッチパズル
ルールに従ってツルを伸ばし、マス目を埋めるゲーム。